# Apotetamenus amazonae
Apotetamenus amazonae är en insektsart som först beskrevs av Brunner von Wattenwyl 1888.  Apotetamenus amazonae ingår i släktet Apotetamenus och familjen Anostostomatidae. Inga underarter finns listade i Catalogue of Life.